# Vườn quốc gia Amazônia
Vườn quốc gia Amazônia (tiếng Bồ Đào Nha: Parque Nacional da Amazônia) được thành lập năm 1974 là một vườn quốc gia có diện tích 1.070.737 hecta. Nó nằm trong các khu đô thị Itaituba và Trairão thuộc tiểu bang Pará, phía bắc Brasil. Vườn quốc gia nằm ở thượng nguồn của sông Tapajós, khoảng giữa hai đô thị Manaus và Belém. Nó được mở rộng đáng kể từ khi được thành lập và hiện có 8.600 kilômét vuông (3.300 dặm vuông Anh). Đây là một môi trường sống đa dạng sinh học và là nhà của nhiều loài động thực vật. Mục tiêu cụ thể của nó là bảo tồn các hệ sinh thái khác nhau của rừng Amazon thông qua nghiên cứu khoa học, giáo dục và giải trí.

## Mô tả
Vườn quốc gia có nhiều những thác nước, bãi biển, bãi cát, các con lạch, đá ngầm và núi (có núi Tapajos Rio) tạo ra cảnh quan thiên nhiên đa dạng. Nơi đây bảo vệ khu vực sinh thái rừng nhiệt đới ẩm ướt của Amazon với khí hậu nóng, ẩm ướt quanh năm. Chỉ có 1 - 2 tháng trong năm, vườn quốc gia có khí hậu khô.
Hệ thực vật trong vườn quốc gia vô cùng phong phú bao gồm nhiều cây lớn tán cao cùng các loài dây leo, rêu, địa y, và các loài hoa phong lan. Động vật thì bao gồm rái cá, lợn biển và thú ăn kiến khổng lồ, bên cạnh các loài bò sát và nhiều loài cá đặc hữu.